# Nesselwängle
Nesselwängle är en ort och kommun i distriktet Reutte i förbundslandet Tyrolen i Österrike.
Kommunen består av tre orter (Ortschaften) (inom parentes invånarantal 1 januari 2024):
- Haller (38)
- Nesselwängle (406)
- Rauth (34)